# Alanah Woody
Pour les articles homonymes, voir Woody.
Alanah Woody (24 mars 1956 - 19 juillet 2007) est une archéologue et préhistorienne américaine, spécialiste de l'art rupestre des anciens Nord-Amérindiens. Elle a été directrice exécutive de la Nevada Rock Art Foundation américaine.

## Travaux
Alanah Woody est considérée comme une experte de l'art rupestre amérindien, tels que les pictogrammes et les pétroglyphes d'Amérique du Nord, en particulier dans le Nevada. Elle a défendu leur protection.